# عبد القادر الجمال
عبد القادر أحمد الجمّال «باشا» هو أحد كبار تجار القاهرة في النصف الأول من القرن العشرين. كان على رأس طائفة من تجار القاهرة أنشؤوا غرفة تجارة القاهرة عام 1919، وقد منحه الملك فؤاد لقب «شاهبندر تجار القاهرة»، إلى جانب رتبة الباشوية التي حصل عليها الجمال في 9 أكتوبر 1920.
كان الجمّال عضوًا باللجنة التي شكلت لوضع دستور 1923.